# 锑化钇
锑化钇是一种金属间化合物，化学式为YSb，它具有NaCl型结构，在空气中稳定。它的热膨胀系数（α，10−6/°）为11.1。
它可由锑化钠和无水氯化钇高温反应制得。
{\displaystyle {\mathsf {YCl_{3}+Na_{3}Sb\ \xrightarrow {T} \ YSb+3NaCl}}}